# Nuoto sincronizzato ai campionati europei di nuoto 2018 - Singolo (programma libero)
La competizione di nuoto sincronizzato - Singolo libero dei Campionati europei di nuoto 2018 si è svolta il 5 e il 7 agosto 2018 presso lo Scotstoun Sports Campus di Glasgow. Il 5 agosto si è disputato il turno eliminatorio cui hanno partecipato 19 atlete. Le 12 migliori classificate hanno disputato la fase finale il 7 agosto.

## Medaglie
| Posizione | Atlete                | Paese   |
| --------- | --------------------- | ------- |
| Oro       | Svetlana Kolesničenko | Russia  |
| Argento   | Linda Cerruti         | Italia  |
| Bronzo    | Yelyzaveta Yakhno     | Ucraina |

## Risultati
In verde sono denotate le finaliste.
| Posizione | Atlete                | Nazionalità   | Preliminare | Preliminare | Finale  | Finale    |
| Posizione | Atlete                | Nazionalità   | Punti       | Posizione   | Punti   | Posizione |
| --------- | --------------------- | ------------- | ----------- | ----------- | ------- | --------- |
|           | Svetlana Kolesničenko | Russia        | 95.5333     | 1           | 94.9333 | 1         |
|           | Linda Cerruti         | Italia        | 91.3000     | 3           | 92.5000 | 2         |
|           | Yelyzaveta Yakhno     | Ucraina       | 92.9333     | 2           | 92.1333 | 3         |
| 4         | Iris Tió              | Spagna        | 89.2667     | 4           | 89.6000 | 4         |
| 5         | Evangelia Platanioti  | Grecia        | 89.0667     | 5           | 89.4000 | 5         |
| 6         | Eve Planeix           | Francia       | 86.5000     | 6           | 87.3000 | 6         |
| 7         | Vasiliki Alexandri    | Austria       | 85.8667     | 7           | 86.0333 | 7         |
| 8         | Vasilina Chandoška    | Bielorussia   | 85.5333     | 8           | 85.9333 | 8         |
| 9         | Kate Shortman         | Gran Bretagna | 84.2000     | 9           | 84.7333 | 9         |
| 10        | Lara Mechnig          | Liechtenstein | 83.0000     | 10          | 83.8000 | 10        |
| 11        | Marlene Bojer         | Germania      | 80.9667     | 12          | 82.1000 | 11        |
| 12        | Vivienne Koch         | Svizzera      | 81.7667     | 11          | 81.8000 | 12        |
| 13        | Szofi Kiss            | Ungheria      | 79.2333     | 13          |         |           |
| 14        | Nada Daabousová       | Slovacchia    | 78.9333     | 14          |         |           |
| 15        | Alžběta Dufková       | Rep. Ceca     | 78.2667     | 15          |         |           |
| 16        | Defne Bakırcı         | Turchia       | 77.8333     | 16          |         |           |
| 17        | Aleksandra Atanasova  | Bulgaria      | 75.5333     | 17          |         |           |
| 18        | Swietłana Szczepańska | Polonia       | 74.5000     | 18          |         |           |
| 19        | Nevena Dimitrijević   | Serbia        | 74.3333     | 19          |         |           |